# Sarah Le Moigne
Sarah Ann Le Moigne (* 26. Oktober 1968, verheiratete Sarah Garbutt) ist eine für England startende Badmintonspielerin aus Guernsey. Kevin Le Moigne ist ihr Bruder.

## Karriere
Sarah Le Moigne startete für Guernsey mehrfach erfolgreich bei den Island Games. 1991 und 2003 war sie dort im Damendoppel erfolgreich, 1995, 1997, 1999, 2001 und 2011 im Mixed. 1997 und 2000 siegte sie bei den Jersey Open.

## Sportliche Erfolge
| Saison | Veranstaltung | Disziplin   | Platz | Partner/in       |
| ------ | ------------- | ----------- | ----- | ---------------- |
| 1991   | Island Games  | Damendoppel | 1     | Wendy Trebert    |
| 1995   | Island Games  | Mixed       | 1     | Mark Leadbeater  |
| 1997   | Island Games  | Mixed       | 1     | Mark Leadbeater  |
| 1997   | Jersey Open   | Damendoppel | 1     | Sally Wood       |
| 1999   | Island Games  | Mixed       | 1     | Glenn MacFarlane |
| 2000   | Jersey Open   | Dameneinzel | 1     | -                |
| 2000   | Jersey Open   | Damendoppel | 1     | Kathy Stuart     |
| 2001   | Island Games  | Mixed       | 1     | Glenn MacFarlane |
| 2003   | Island Games  | Damendoppel | 1     | Sally Wood       |
| 2011   | Island Games  | Mixed       | 1     | Paul Le Tocq     |